# Johann Wetzel (Baumeister)
Johann Wetzel (* 4. April 1798 in Bremen; † 25. März 1880 ebenda) war ein deutscher Baumeister und Dombaumeister am St.-Petri-Dom.

## Biografie
Wetzel war der Sohn eines Maurermeisters. Er absolvierte die Domschule, machte 1821 eine Studienreise nach Italien und legte 1825 seine Meisterprüfung ab. Er wurde dann Dombaumeister am Bremer Dom. Für das Westwerk am Dom fertigte er als Lithografie einen Entwurf an. Es entstanden weitere Zeichnungen vom Dom, die als Vorlagen für Hermann Alexander Müllers Werk von 1861 über den Dom dienten. Wetzel und Lüder Rutenberg gewannen 1845 in einem Architektenwettbewerb für ihren Entwurf für den Neubau der Kunsthalle Bremen den ersten Preis. Die von Rutenberg überarbeiteten Pläne wurden 1847/49 realisiert. Wetzel wurde von den Bürgern der Neustadt 1848 in die Bremische Bürgerschaft gewählt.